# Чикъсо (окръг, Мисисипи)
Окръг Чикъсо (на английски: Chickasaw County) е окръг в щата Мисисипи, Съединени американски щати. Площта му е 1305 km², а населението - 19 440 души (2000). Административни центрове са градовете Хюстън (град и Околона.